# Aman (Litoral)
Aman ist ein Ort in der Provinz Litoral in Äquatorialguinea. Er liegt an der Mündung des Mbini.

## Geographie
Der Ort liegt am Nordufer des Mbini im sumpfigen Hinterland, in der Nähe von Bolondo.

## Klima
Nach dem Köppen-Geiger-System zeichnet sich Aman durch ein tropisches Klima mit der Kurzbezeichnung Am aus.